# Hotzenberg
Das Naturschutzgebiet Hotzenberg liegt im Kyffhäuserkreis in Thüringen nordöstlich von Wiedermuth, einem Ortsteil der Stadt Ebeleben, und südlich von Himmelsberg, einem Stadtteil von Sondershausen. Unweit westlich des Gebietes fließt die Helbe, nordwestlich erstreckt sich das 86,9 ha große Naturschutzgebiet Himmelsberg.

## Bedeutung
Das 85,1 ha große Gebiet mit der NSG-Nr. 13 wurde im Jahr 1961 unter Naturschutz gestellt. 